# علی بادارا سوماه
علی بادارا سوماه (انگلیسی: Aly Badara Soumah؛ زادهٔ ۲۴ ژانویهٔ ۱۹۹۰) بازیکن فوتبال اهل گینه است.
وی همچنین در تیم ملی فوتبال گینه بازی کرده است.